# Snelweg-noodvliegveld

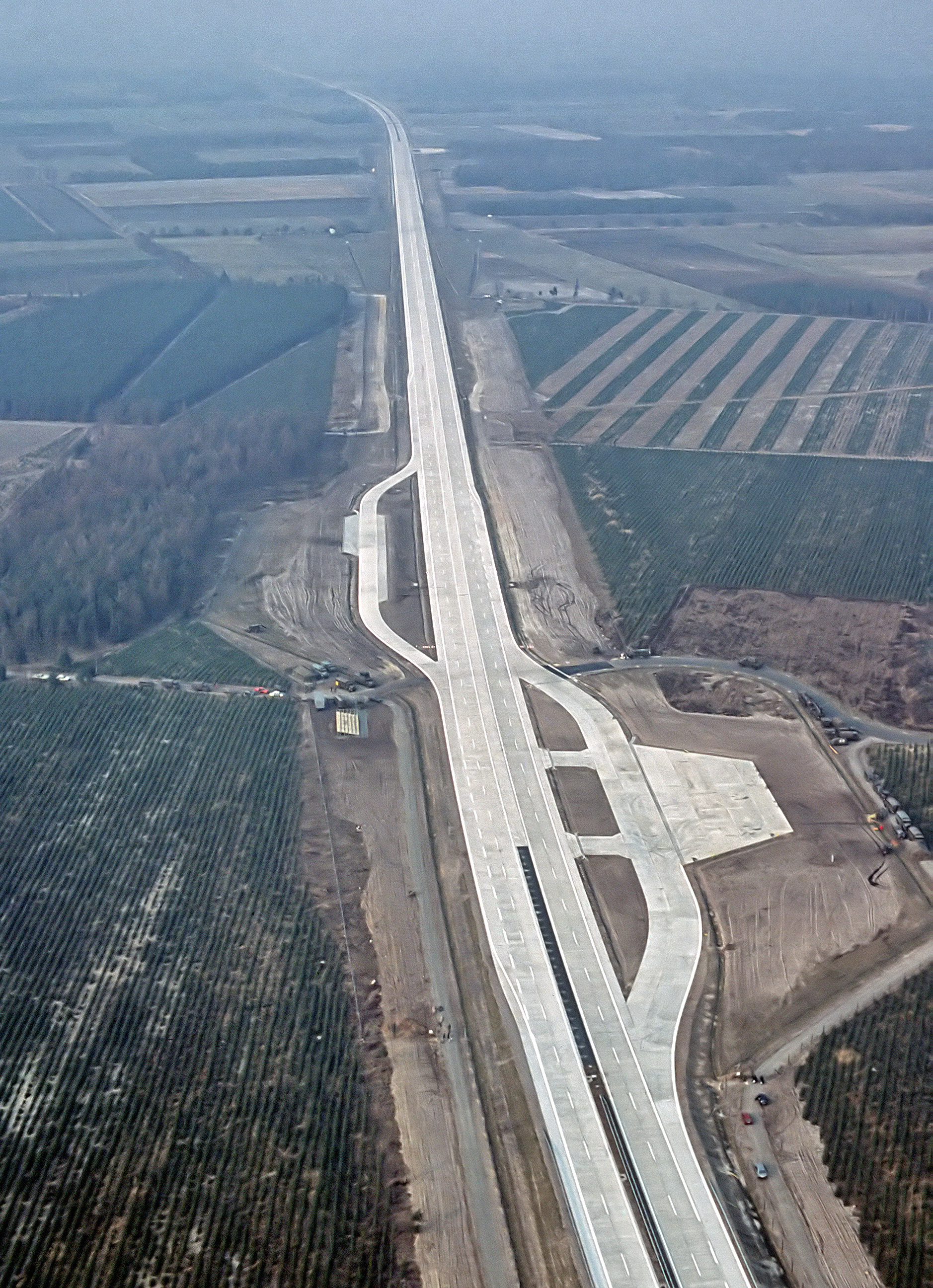
De A29 bij Ahlhorn als noodlandingsplaats tijdens de NAVO-oefening "Highway 84"

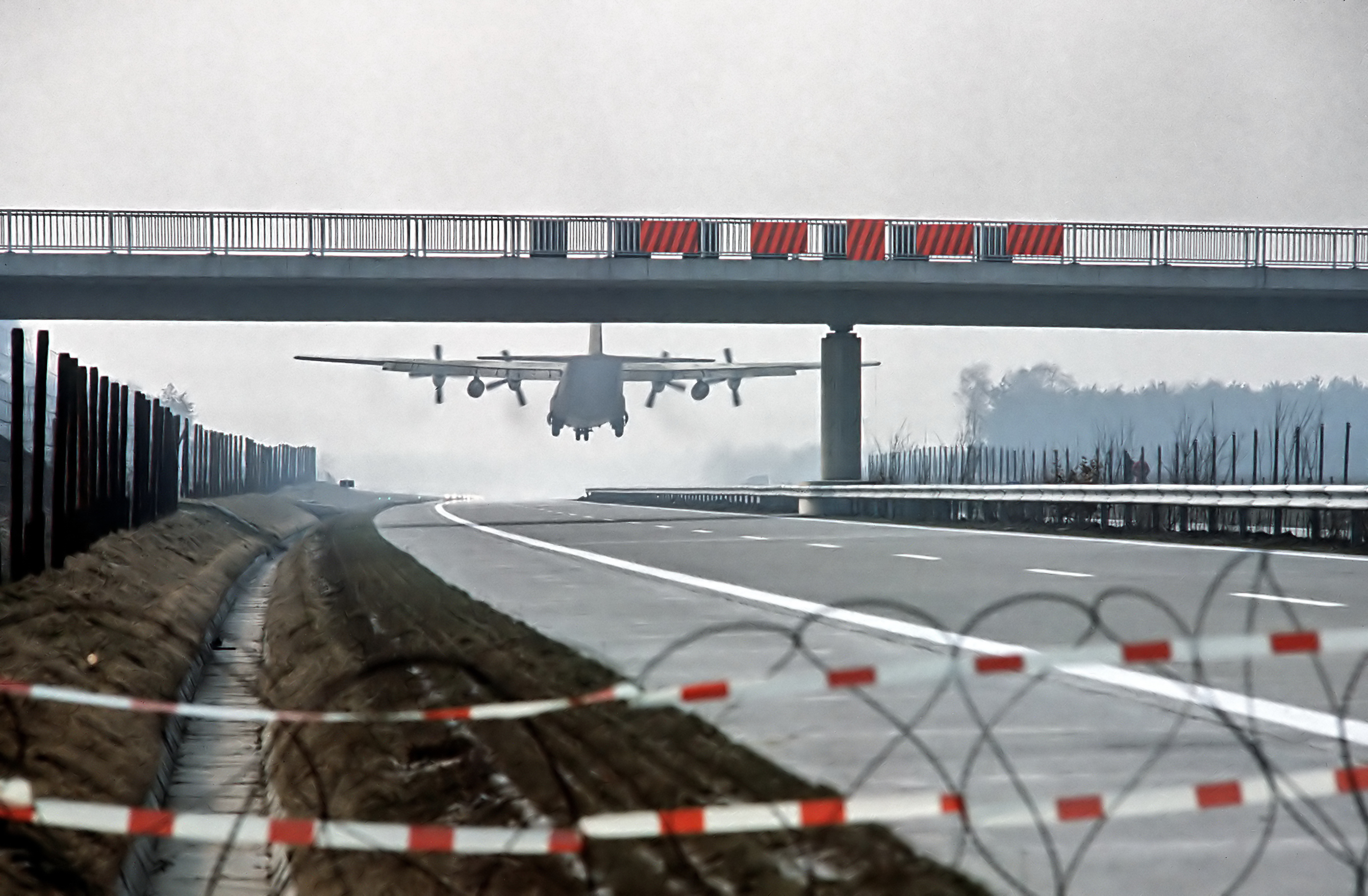
C-130 Hercules op de Duitse A29 tijdens een NAVO-oefening

Een snelweg-noodvliegveld is een snelwegdeel dat in korte tijd kan worden omgebouwd tot vliegveld, doorgaans voor militaire vliegtuigen.
Hoewel de eerste snelweg-noodvliegvelden aan het einde van de Tweede Wereldoorlog in nazi-Duitsland gebouwd werden, zijn ze vooral een erfenis uit de Koude Oorlog. De bedoeling ervan is dat militaire vliegtuigen ook na een vernietiging van hun vliegbases een plaats hebben om te landen. Hiertoe werd een recht stuk snelweg verstevigd en nagenoeg egaal aangelegd, met gemakkelijk te verwijderen vangrails, zonder kabels en andere hindernissen in de buurt en vaak met taxibanen en een platform.
In de Koude Oorlog werden aan beide zijden van het IJzeren Gordijn snelwegen geschikt gemaakt als landingsplaats, de meeste in de Bondsrepubliek Duitsland en de Duitse Democratische Republiek, maar ook in Zwitserland, Oostenrijk, Polen en Tsjechoslowakije.